# Bình Sơn, Long Thành
Bình Sơn là một xã thuộc huyện Long Thành, tỉnh Đồng Nai, Việt Nam.
Đây là nơi tọa lạc của sân bay quốc tế Long Thành đang được triển khai xây dựng.

## Địa lý
Xã Bình Sơn nằm ở phía đông huyện Long Thành, có vị trí địa lý:
- Phía đông giáp xã Cẩm Đường
- Phía tây giáp xã Long An và xã Lộc An
- Phía nam giáp xã Bàu Cạn và xã Long Phước
- Phía bắc giáp huyện Cẩm Mỹ và xã Bình An.

Xã có diện tích 74,21 km², dân số năm 2018 là 23.427 người, mật độ dân số đạt 316 người/km².

## Hành chính
Xã Bình Sơn được chia thành 7 ấp: 1, 6, 7, 8, 9, 10, Xóm Đình.

## Lịch sử
Trước đây, xã Bình Sơn được chia thành 11 ấp: 1, 2, 3, 4, 5, 6, 7, 8, 9, 10, 11.
Năm 2018, xã Bình Sơn có diện tích 45,31 km², dân số là 13.057 người, mật độ dân số đạt 288 người/km². 
Ngày 10 tháng 4 năm 2019, Ủy ban Thường vụ Quốc hội ban hành Nghị quyết số 673/NQ-UBTVQH14 (có hiệu lực từ ngày 1 tháng 6 năm 2019), theo đó:
- Điều chỉnh 1,58 km² diện tích tự nhiên và 229 người của xã Bàu Cạn, 5,08 km² diện tích tự nhiên và 2.790 người của xã Cẩm Đường, 6,60 km² diện tích tự nhiên và 700 người của xã Long An, 3,17 km² diện tích tự nhiên và 1.125 người của xã Long Phước, 13,59 km² diện tích tự nhiên và 5.816 người của xã Suối Trầu về xã Bình Sơn.
- Điều chỉnh 1,12 km² diện tích tự nhiên và 290 người của xã Bình Sơn về xã Cẩm Đường.

Sau khi điều chỉnh, xã Bình Sơn có 74,21 km² diện tích tự nhiên và 23.427 người. Xã có 18 ấp: 1, 2, 3, 4, 5, 6, 7, 8, 9, 10, 11, Cẩm Đường, Long Phước, Suối Trầu 1, Suối Trầu 2, Suối Trầu 3, Xã Hoàng, Xóm Đình.
Ngày 10 tháng 7 năm 2020, Hội đồng Nhân dân tỉnh Đồng Nai ban hành Nghị quyết số 10/NQ-HĐND, trong đó:
- Thành lập ấp Xóm Đình trên cơ sở ấp 2, ấp 3, ấp 4.
- Điều chỉnh một phần ấp 5 vào ấp 6; sáp nhập phần còn lại của ấp 5 vào ấp 8.

Sau khi điều chỉnh, xã Bình Sơn có 14 ấp: 1, 6, 7, 8, 9, 10, 11, Cẩm Đường, Long Phước, Suối Trầu 1, Suối Trầu 2, Suối Trầu 3, Xã Hoàng, Xóm Đình.
Ngày 20 tháng 12 năm 2024, HĐND tỉnh Đồng Nai ban hành Nghị quyết số 75/NQ-HĐND về việc sáp nhập 7 ấp: 11, Cẩm Đường, Long Phước, Suối Trầu 1, Suối Trầu 2, Suối Trầu 3, Xã Hoàng vào Ấp 7.